# Бєгов Олексій Сергійович
Олексій Сергійович Бєгов (27 березня 1951, с. Кутелів Хутір, Старченківський район, нині — с. Кутелів, Обухівського району, Київської області — 16 лютого 2014, Париж, Франція) — російський художник-монументаліст. Член-кореспондент Російської академії мистецтв.

## Життєпис
Народився 27 березня 1951 року у селі Кутелів Хутір, Старченківського району, нині — село Кутелів, Обухівського району, Київської області у селянській родині. Предками були донські козаки з Новочеркаська.
Малювати Олексій почав з дитинства, як тільки навчився тримати в руках олівець. Малював все, що бачив: садок, берег, річку, батьків, сусідських дітей. У 1961 році родина Бєгових переїхала до Казахстану. Олексій хотів стати військовим, але шкільний учитель малювання, побачивши обдарованість хлопця переконав його вступити на художньо-графічний факультет Алма-Атинського державного педагогічного інституту. У виші він навчався протягом 1969—1972 років у Г. П. Кабачного та займався живописом у П. Я. Зальцмана (учня П. Філонова). По закінченню вишу мешкав у Казахстані до 1974 року. 
У 1974—1978 роках викладав на художньо-графічному факультеті Пржевальського державного педагогічного інституту (Киргизія), у 1978—1979 роках завідувач кафедри образотворчого мистецтва на художньо-графічному факультеті Алма-Атинського державного педагогічного інституту, потім мешкав та працював у Москві, від 1983 року у Москві та у 1999—2004 роках — у Парижі.
Автор фігуративно-предметних композицій та картин на євангельські теми. Працює так само в галузі монументального живопису. Член Спілки художників СРСР з 1986 року. 
Перша персональна виставка Бєгова у Москві відбулася у 1988 році та засвідчила про появу нового імені у колі художників. У 1989 році відбулася його перша виставка за кордоном у швейцарському місті Базелі. Потім одна за другою відбулися виставки в Америці. 
Займаючись станковим живописом та графікою, він неодноразово виконував роботи великих розмірів. Так у 1990-х він створив масштабну роботу «Кінець XX століття» в рамках міжнародної мистецької акції «Стіна світу», що проходила у Лос-Анджелесі, Вашингтоні, Москві та Барселоні, а також цикл картин «На рубежі століть». У 1995 році пройшла персональна виставка у Державній Третьяковській галереї і того ж року з великим успіхом відбулася персональна виставка Бєгова у Парижі. Її відвідав французький художник Жорж Матьє. Він був зворушений глибиною філософської думки і вмінням художника. «Я думав, що помру і нічого подібного не побачу. Я останній художник XX століття, ти перший – XXI», — сказав він Олексію Бєгову. Можливо тому Олексій Бєгов був запрошений для виконання монументальних розписів у пам'ятці XVII століття — капелі Святого Миколая, яка входить в архітектурний комплекс замку Шато де Жіль Вуазен в передмісті Парижу. Робота Бєгова викликала у Франції велику цікавість, а по її закінченню у 2004 році — багаточисельні схвальні відгуки. За цю роботу його відзначено нагородою французького академічного товариства «Арт-Сйонс-Летр» (фр. Arts-Sciences-Lettres), а саме на урочистій церемонії у Парижі йому було вручено диплом та золоту медаль. Після цього художник повернувся до Москви.
У 2006 році пройшла виставка художника «Повернення» (рос. «Возвращение») у Новому Манежі.
Від 2008 року працював у готелі на Монмартрі у Парижі та у власній майстерні у Москві. У червні 2007 року був обраний Почесним членом Російської академії мистецтв.
У 2012 році Олексій створив серію робіт, присвячених художникам – дуже різних, але близьких йому духовно, або тим, чию творчість він виділяв особливо: Василь Кандинський, Анрі Матісс, Пабло Пікассо, Вінсент ван Гог, Сальвадор Далі. Олексій обрав цікавий хід — він хіба що вписував відомі роботи майстрів у композицію, створюючи власний парафраз. Так, у роботу «Танець Матісса та моряка…» він вписав «Танець» Матісса». Олексій має картину «Молитва». У ній він використав нижню частину Трійці Андрія Рубльова.
Помер 16 лютого 2014 року та похований на цвинтарі Сент-Женев'єв-де-Буа у Парижі. У 2017 році на могилі художника встановлений надгробок у вигляді стилізованого мольберта, на якому картина, виконана у техніці мозаїки. На картині є фрагмент твору художника «Стара яблуня».
Роботи художника представлені у збірках: 
- Державної Третьяковської галереї;
- Художніх музеїв та галерей міст Тбілісі, Кутаїсі, Алмати, Павлодара, Владивостока;
- Музею сучасного російського мистецтва (Нью-Джерсі, США);
- Фондів Всесоюзного виробничого об'єднання імені Є. В. Вучетича та Московської спілки художників;
- Дирекції виставок Спілки художників Росії;
- Асоціації адвокатів міста Вашингтона;
- Колекціях Організації Об'єднаних Націй, комерційного банка «Індустрія-центр» (Москва), «Міжнародного комерційного союзу» (Москва), Елеонор Рузвельт (США), страхової фірми «Валео» (Франція), Мосжитлобуду (Москва);
- приватних колекціонерів Москви, міст Польщі, США, Німеччини, Канади, Швейцарії, Бельгії, Італії, Туреччини, Франції, Мальти та інших.